# Pervomajskij rajon (Oblast' di Nižnij Novgorod)
Il Pervomaiskij rajon (in russo Первомайский район?) era un distretto (rajon) dell'oblast' di Nižnij Novgorod, nella Russia europea, con capoluogo Pervomajsk. Dal 2012 è stato trasformato in circondario urbano della città di Pervomajsk (Городской округ город Первомайск, Gorodskoj okrug della città di Pervomajsk). 
Ricopre una superficie di 1.227 chilometri quadrati.